# Agents très spéciaux : Code UNCLE
Cet article concerne le film de Guy Ritchie. Pour la série originale, voir Des agents très spéciaux.
Pour plus de détails, voir Fiche technique et Distribution.
Agents très spéciaux : Code UNCLE ou Des agents très spéciaux : Code UNCLE au Québec (The Man from UNCLE) est un film d'espionnage américano-britannique réalisé par Guy Ritchie et sorti en 2015. Il s'agit d'une adaptation cinématographique de la série télévisée Des agents très spéciaux (The Man from UNCLE) diffusée entre le 22 septembre 1964 et le 15 janvier 1968 sur le réseau NBC.
Ce film devait être le premier d'une franchise. Cependant, son échec au box-office et les critiques peu élogieuses ont freiné la création d'une saga.

## Synopsis
Au début des années 1960, durant la guerre froide, l'agent de la CIA, Napoleon Solo est contraint de collaborer avec l'agent du KGB Illya Kouriakine pour lutter contre une organisation criminelle internationale. Ces deux agents, au style très opposé, n'ont qu'une seule piste : la fille d'un scientifique allemand porté disparu qui est le seul à pouvoir infiltrer l'organisation criminelle.
Elle rapporte plus tard à son supérieur CIA, M. Sanders, révélant que l'oncle maternel de Gaby, Rudi, travaille pour une compagnie maritime en Italie, détenue par Alexander et Victoria Vinciguerra, un riche couple de sympathisants nazis, qui ont l'intention d'utiliser le scientifique Udo Teller pour construire leur propre arme nucléaire privée et la partager avec d'autres dirigeants politiques, des groupes extrémistes et des éléments nazis.
En raison de la nature potentiellement dévastatrice de cette crise, la CIA et le KGB se sont associés à contrecœur, pour trouver le scientifique Teller et la bombe atomique, Solo et Kuryakin reçoivent l'ordre d'empêcher les Vinciguerra de réussir, les deux des hommes secrètement chargés de voler les recherches du scientifique Udo Teller et de les remettre à leurs gouvernements respectifs.
Le trio se rend à Rome, où les agents Gaby et Kuryakin se présentent à contrecœur comme un couple fiancé, et l'agent Solo se fait passer pour un marchand d'antiquités. Il découvre qu'ils sont surveillés et ordonne à Kuryakin de ne pas se défendre contre les agresseurs afin de préserver leur couverture. Malgré leur hostilité, Kuryakin suit ses conseils et ne réagit pas lorsque la précieuse montre de son père lui est volée. Plus tard, lors d'un événement de course automobile promu par les Vinciguerras, Solo et Gaby flirtent avec Victoria et Alexander pour obtenir des informations sur le Dr Udo Teller. Pendant ce temps, Kuryakin acquiert des preuves que les Vinciguerra ont récemment été exposés à des radiations, indiquant que leur arme est presque complète.
Solo et Kuryakin unissent leurs forces à contrecœur pour s'introduire dans un chantier naval de Vinciguerra, où ils trouvent des traces d'uranium. Après avoir accidentellement déclenché l'alarme, ils s'échappent dans l'eau mais se retrouvent bloqués par les écluses de la cale sèche du chantier naval. Au cours d'une fusillade avec les gardes, Kuryakin s'échappe dans un hors-bord. Solo s'échappe en sautant par-dessus bord et en plongeant, il atteint le côté de la cale sèche et monte dans un camion, où il regarde patiemment le hors-bord tenter de s'échapper du chantier naval, mais il se surprend lorsqu'il revient pour sauver Kuryakin, qui est intercepté par les gardes dans un bateau plus grand qui lui tire dessus, le bateau explose et il est submergé, il ne fait que conduire le camion au bord du quai à sec et le laisse tomber sur le lancement des gardes, le camion et la canonnière coulent, et sous l'eau, il sauve son camarade Kuryakin.
Bien qu'une Victoria suspecte et bouleversée apparaisse, ce sont les agents qui se sont échappés dans le bateau, elle les poursuit avec ses hommes de main, Solo et Kuryakin parviennent à se faufiler dans leurs propres chambres sans être détectés et prétendent qu'ils prenaient une douche, ils se préparent à s'échapper mais Victoria et Solo passent la nuit ensemble dans la chambre. Le lendemain, Gaby rencontre Rudi et Alexander pour discuter d'un contrat de construction navale dans les chantiers navals, mais elle trahit de manière inattendue Kuryakin et Solo, révélant qu'ils sont des agents KGB et CIA, et l'a forcée à collaborer. avec eux.
Kuryakin s'échappe, mais Victoria capture Solo et le drogue, l'emmenant dans un entrepôt voisin où l'agent italien Rudi, qui se révèle être un infâme criminel de guerre nazi, torture Solo sur une chaise électrique. Il n'est sauvé que par Kuryakin, qui torture Rudi sur la même chaise. Rudi révèle que l'arme est cachée sur une île forteresse où Gaby a été faite prisonnière pour être réunie avec son père; Alors que Solo et Kuryakin discutent de ce qu'ils doivent faire avec Rudi, l'amener en Amérique afin qu'il puisse être recruté comme agent pour ses capacités, la chaise électrique fonctionne mal et déclenche un incendie qui le tue. Solo et Kuryakin se rendent dans la forteresse au large des côtes italiennes pour rechercher la bombe atomique et enfin éliminer la dangereuse famille Vinciguera.
Pour protéger sa fille Gaby, désormais prisonnière du Vinciguera, le Dr Teller entend reprendre les travaux sur l'arme, mais compte la saboter pour éviter qu'elle ne soit activée à l'avenir. Victoria comprend rapidement cette tromperie et fait mettre Gaby en prison par Alexander, menaçant de la tuer afin de faire chanter le Dr Udo Teller pour qu'il collabore avec eux. maintenant il collabore à tout avec la famille Vinciguera, pour qu'ils libèrent leur fille, puis Victoria tue Teller dès qu'il a terminé l'arme secrète et fournit les plans.
Pendant ce temps, Solo et Kuryakin sont approchés par l'agent Alexander Waverly, un stratège MI6 de haut rang du Royaume-Uni, qui révèle que Gaby est en fait un agent d'infiltration sous son commandement, travaillant pour le British Naval Intelligence en tant qu'agent secret et a un traqueur différent, pour les conduire aux îles forteresses au large des côtes de Italie. Lui et les membres du Special Boat Service aident Solo et Kuryakin à atteindre l'île, ils montent à bord d'un hélicoptère et reçoivent l'ordre de tuer leur partenaire lorsque la mission est terminée, Solo reçoit l'ordre de la CIA et Kuryakin reçoit l'ordre du KGB, avant de s'infiltrer dans l'enceinte de Vinciguerra.
En fouillant l'enceinte de l'île-forteresse, Solo trouve la montre volée de Kuryakin sur un garde abattu. Alexander Vinciguerra tente alors de s'échapper avec Gaby et l'ogive, mais il est intercepté et tué. Solo récupère le disque avec les recherches de Teller, mais se rend compte que l'ogive que Vinciguerra transportait n'était qu'un missile secondaire non nucléaire. Victoria est passée inaperçue sur un autre navire avec la véritable ogive nucléaire. Elle ne peut contacter Victoria que par radio et la garder en ligne assez longtemps pour que Waverly la localise en mer, et lance un missile à tête chercheuse, détruisant la bombe nucléaire et le navire avec les agents nazis essayant de s'enfuir avec l'arme en emmenant Victoria avec eux.
Kuryakin reçoit l'ordre de son commandant de tuer Solo et de voler le disque. Furieux contre l'ordre, mais menacé d'être envoyé en Sibérie s'il échoue, Kuryakin désemparé rencontre Solo dans sa chambre d'hôtel en Italie. Lorsque Solo lui montre la montre volée du père de Kuryakin, qu'il a trouvé sur l'île, Kuryakin admet quelle était sa tâche et l'ordre de le tuer du KGB, puis Solo répond qu'il le savait et avait les mêmes ordres de la CIA.
Ils renoncent à s'entretuer et on les retrouve partageant un verre sur la terrasse de l'hôtel. Ils brûlent le contenu du disque de l'ordinateur, afin de ne donner à aucun de leurs pays l'avantage dans la course aux armements. En
Waverly leur apprend que le trio a été affecté à une nouvelle organisation internationale sous son commandement. Leur prochaine mission sera à Istanbul, sous un nouveau nom de code : « UNCLE ».

## Fiche technique
Sauf indication contraire, les informations mentionnées dans cette section peuvent être confirmées par la base de données cinématographiques IMDb,  présente dans la section « Liens externes ».
- Titre français : Agents très spéciaux : Code UNCLE
- Titre québécois : Des agents très spéciaux : Code UNCLE
- Titre original : The Man from UNCLE
- Réalisation : Guy Ritchie
- Scénario : Guy Ritchie et Lionel Wigram, d'après une histoire de Jeff Kleeman, David C. Wilson (en), Guy Ritchie et Lionel Wigram, d'après la série télévisée Des agents très spéciaux créée par Sam Rolfe
- Musique : Daniel Pemberton
- Photographie : John Mathieson
- Montage : James Herbert
- Décors : Oliver Scholl
- Costumes : Joanna Johnston
- Direction artistique : David Allday et Remo Tozzi
- Production : Steve Clark-Hall, John Davis, Jeff Kleeman et Lionel Wigram
  - Producteur délégué : David Dobkin
- Sociétés de production : Warner Bros., RatPac-Dune Entertainment et Davis Entertainment
- Société de distribution : Warner Bros.
- Genre : espionnage, comédie et action
- Durée : 116 minutes
- Pays de production :  États-Unis,  Royaume-Uni
- Langues originales : anglais, allemand, italien et russe
- Budget : 75 millions de dollars[3],[4]
- Format : couleur - 2.39:1 - numérique / Son : Datasat, SDDS, Dolby Digital, Dolby Atmos[5]
- Dates de sortie[6] :
  - États-Unis, Royaume-Uni : 14 août 2015
  - Belgique : 19 août 2015
  - France : 16 septembre 2015
- Classification[7] :
  - États-Unis : PG-13
  - France : tous publics

## Distribution
- Henry Cavill (VF : Adrien Antoine ; VQ : Patrice Dubois) : Napoleon Solo
- Armie Hammer (VF : Thibaut Belfodil ; VQ : Alexandre Fortin) : Illya Kouriakine
- Alicia Vikander (VF : Carine Ribert ; VQ : Sarah-Jeanne Labrosse) : Gaby Teller
- Elizabeth Debicki (VF : Déborah Perret ; VQ : Mélanie Laberge) : Victoria Vinciguerra
- Luca Calvani (en) (VQ : Nicolas Charbonneaux-Collombet) : Alexander Vinciguerra
- Sylvester Groth (VF : Jochen Haegele ; VQ : Sébastien Dhavernas) : oncle Rudi
- Hugh Grant (VF : Thibault de Montalembert ; VQ : Daniel Picard) : Alexander Waverly
- Jared Harris (VF : Patrick Osmond ; VQ : Sylvain Hétu) : Saunders
- Christian Berkel : Udo Teller
- Misha Kuznetsov (VF : Miglen Mirtchev) : Oleg
- Francesco De Vito : le manager
- Simona Caparrini : la comtesse Allegra
- David Beckham : le projectionniste russe (caméo)

Sources : VF et doublagefrancophone ; VQ

Photos des acteurs principaux au San Diego Comic-Con 2015
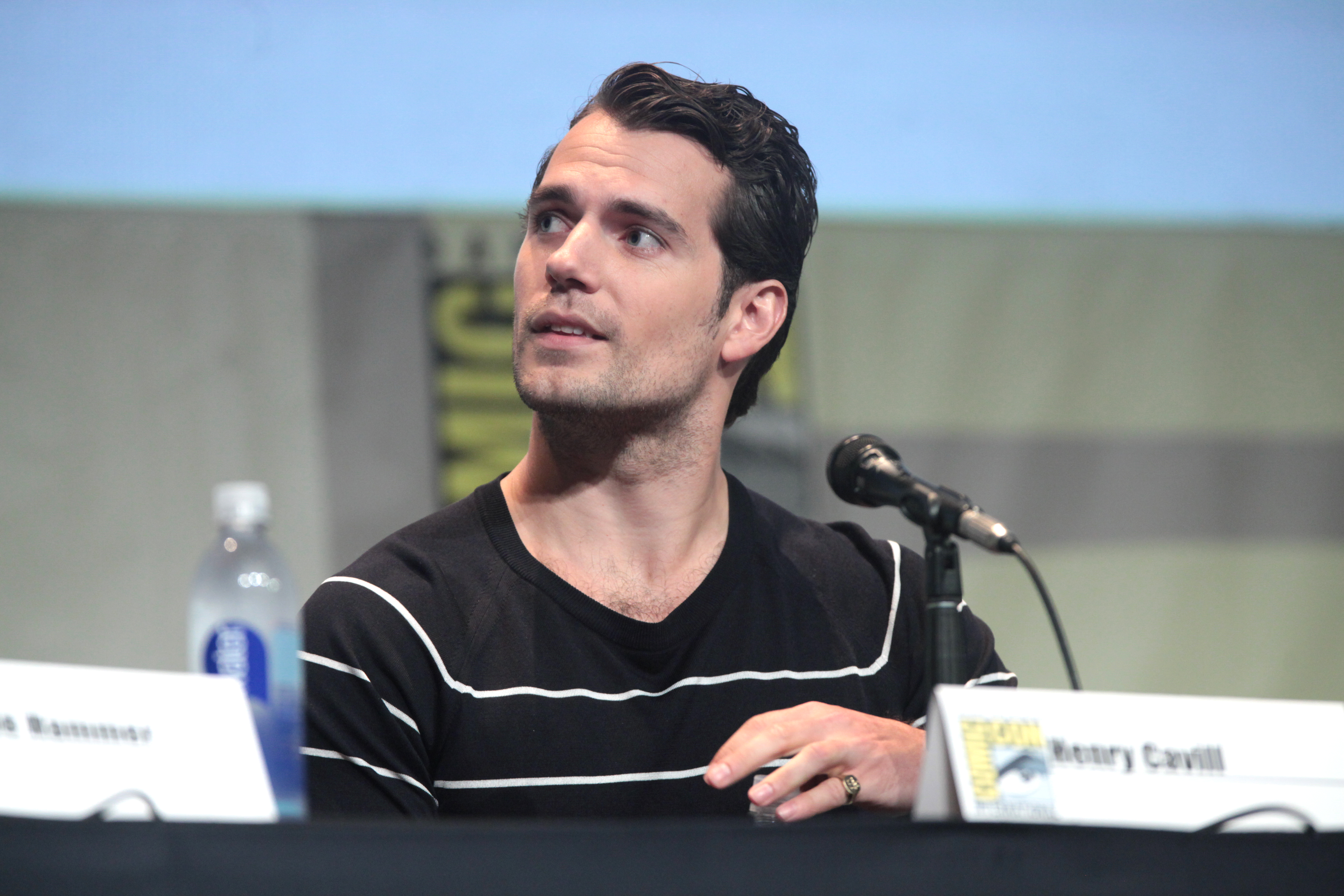
Henry Cavill dans le rôle de Napoléon Solo.
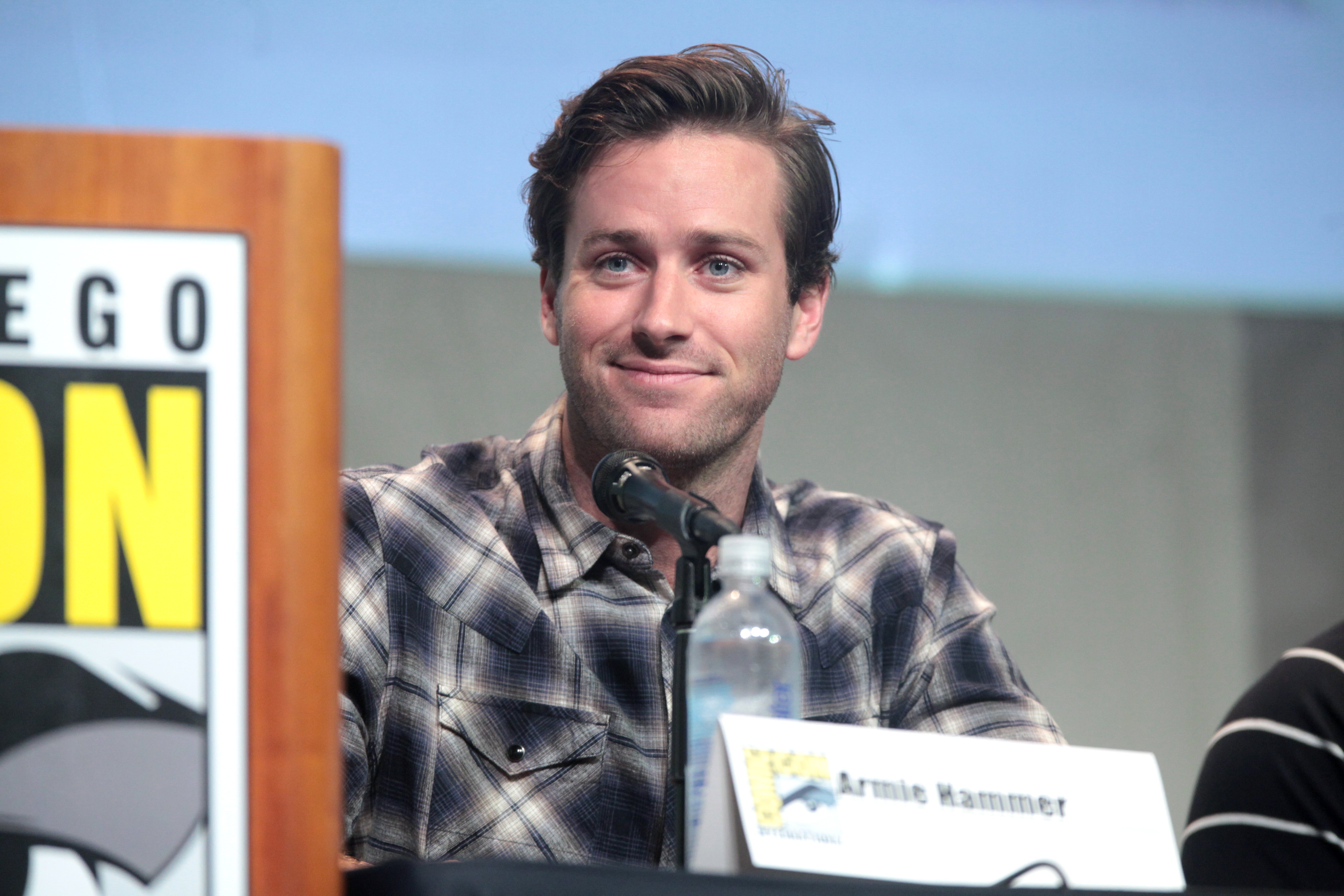
Armie Hammer dans le rôle d'Illya Kouriakine
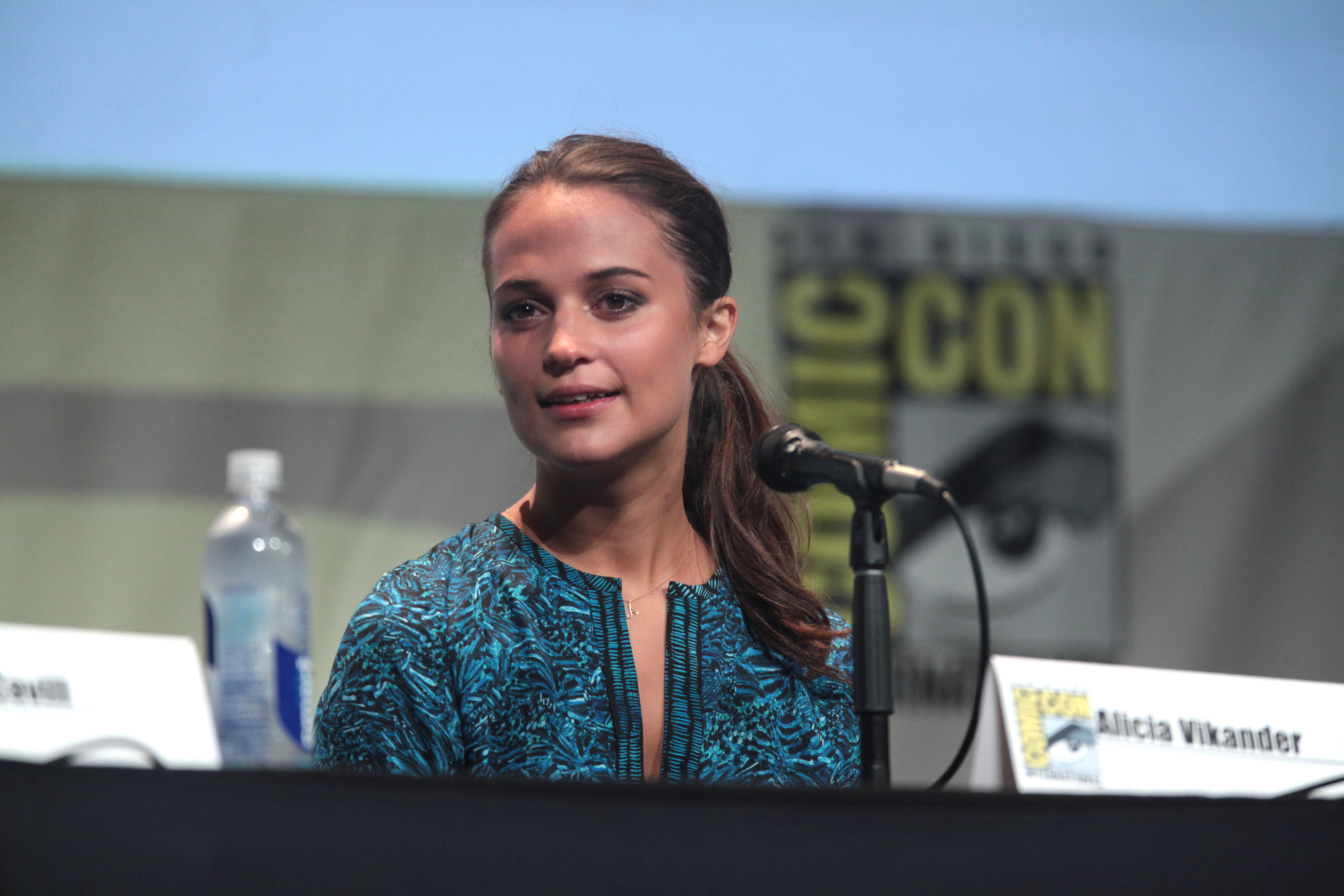
Alicia Vikander dans le rôle de Gaby Teller
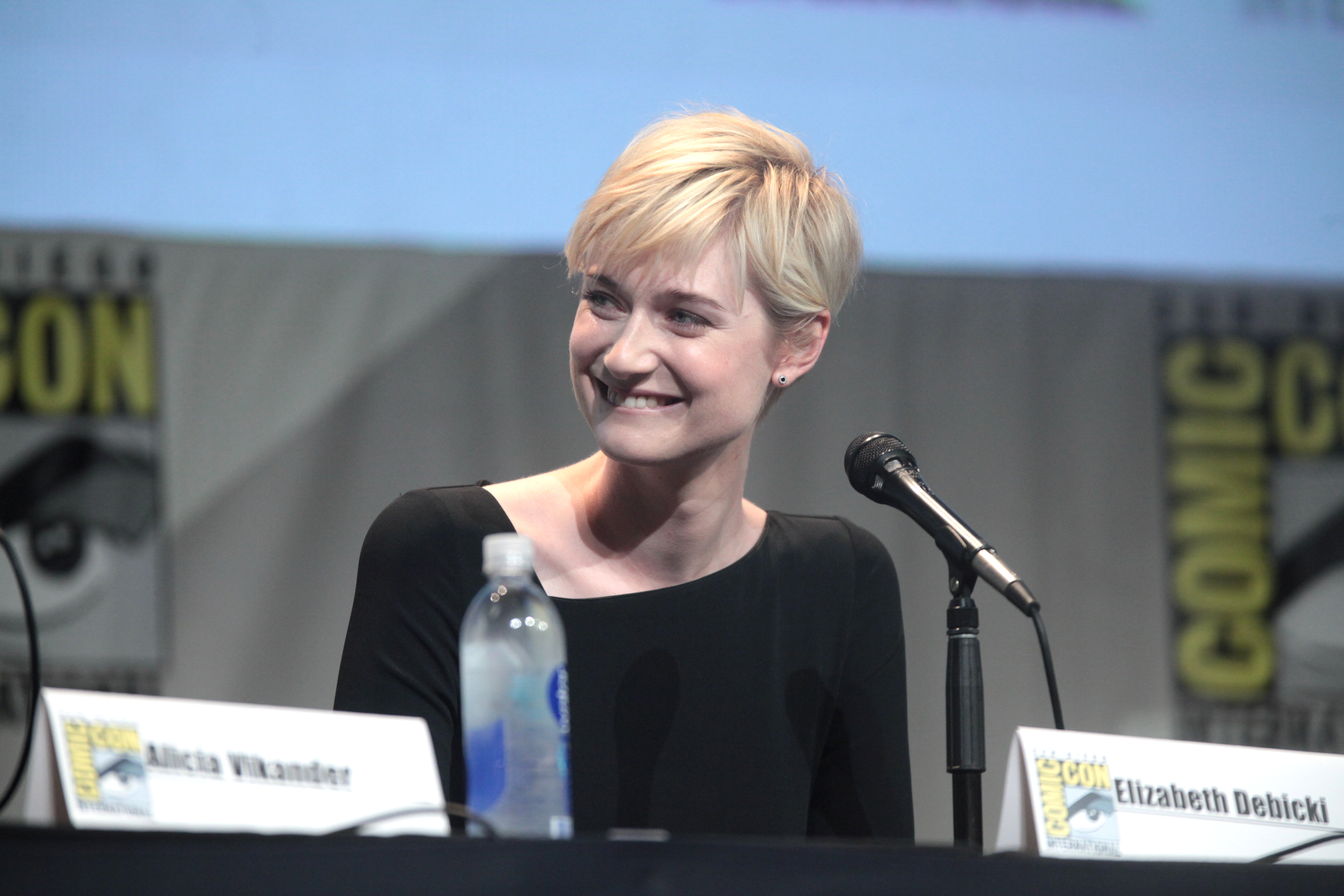
Elizabeth Debicki dans le rôle de Victoria Vinciguerra

## Production

### Développement
En novembre 2010, le réalisateur américain Steven Soderbergh évoque la possibilité d'adapter la série télévisée Des agents très spéciaux, projet que Warner Bros. tentait de mettre sur pied depuis quelques années, avec notamment David Dobkin comme réalisateur. En novembre 2011, alors que le film peine à se concrétiser, Steven Soderbergh quitte le projet. En décembre 2011, le Britannique Guy Ritchie est envisagé pour remplacer Soderbergh.

### Attribution des rôles
Lorsque Steven Soderbergh était envisagé pour réaliser le film, son ami George Clooney avait fait part de son intérêt de tenir le rôle de l'espion américain Napoleon Solo. En septembre 2011, les noms de Ryan Gosling, Joseph Gordon-Levitt et Alexander Skarsgård sont évoqués pour le personnage soviétique.
En mars 2013, Tom Cruise montre son intérêt au film et envisage d'y incarner Napoleon Solo, en vue de développer une nouvelle franchise de films. Il est cependant contraint de quitter le projet en raison du tournage du 5e volet de la saga Mission impossible. Dans la foulée, Henry Cavill est envisagé pour le remplacer. L'acteur est finalement confirmé dans le rôle, suivi par Armie Hammer et Hugh Grant quelques jours plus tard.

### Tournage
Le tournage débute le 9 septembre 2013. La plupart des scènes sont tournées à Londres (Old Royal Naval College, Brockwell Park, Padfield Road, Greenwich) ou encore sur le Circuit de Goodwood dans le West Sussex. L'équipe se rend également en Italie : à Naples et Pouzzoles.

### Musique
La musique originale est composée par Daniel Pemberton. Le film contient également des chansons des années 1960 de divers artistes comme Roberta Flack, Solomon Burke, Louis Prima, etc. Il est à noter que la musique Take you down fût tellement appréciée qu'elle a été réutilisée dans la série The Boys, chose rare en matière de musique originale.
Liste des titres
1. Compared to What (interprété par Roberta Flack) - 5:16
2. Out of the Garage - 3:47
3. His Name Is Napoleon Solo - 2:38
4. Escape From East Berlin - 4:25
5. Jimmy, Renda Se (interprété par Valdez / Tom Zé) - 3:39
6. Mission: Rome - 2:40
7. The Vinciguerra Affair - 3:22
8. Bugs, Beats and Bowties - 1:52
9. Cry to Me (interprété par Solomon Burke) - 2:36
10. Five Months, Two Weeks, Two Days (interprété par Louis Prima) - 2:09
11. Signori Toileto Italiano - 2:37
12. Breaking In (Searching the Factory) - 3:04
13. Breaking Out (The Cowboy Escapes) - 2:04
14. Che Vuole Questa Musica Stasera (interprété par Peppino Gagliardi) - 3:36
15. Into the Lair (Betrayal, Pt. 1) - 1:47
16. Laced Drinks (Betrayal, Pt. 2) - 3:40
17. Il Mio Regno (interprété par Luigi Tenco) - 2:23
18. Circular Story - 4:03
19. The Drums of War - 5:11
20. Take You Down - 3:26
21. We Have Location - 2:29
22. A Last Drink - 1:48
23. Take Care of Business (interprété par Nina Simone) - 2:04
24. The Unfinished Kiss - 2:53
Titres bonus - édition deluxe
25. The Red Mist - 2:10
26. The Switch - 0:58
27. Warhead - 2:18
28. Fists - 1:48

## Sortie et accueil

### Date de sortie
Le film devait initialement sortir en France le 21 janvier 2015, mais il est cependant repoussé à septembre 2015.

### Critique
Sur l'agrégateur américain Rotten Tomatoes, le film obtient 68 % d'opinions favorables pour 205 critiques. Sur le site Metacritic, il décroche une moyenne de 55/100, pour 40 critiques.
En France, Agents très spéciaux : Code UNCLE reçoit des critiques plutôt partagées : sur le site Allociné, qui recense 24 titres de presse, il obtient une moyenne de 3,3/5. Du côté des avis positifs, Philippe Lagouche écrit notamment dans La Voix du Nord « Les filles – rhabillées par Christian Dior et Paco Rabanne – sont radieuses. Les acteurs en rajoutent dans le registre de la parodie. Les dialogues rivalisent de fantaisie. Les seconds rôles ont de la gueule. Ça brille, ça pétille, ça fait un bien fou ! ». Dans L'Obs, on note que le film est « Moins speedé que Mission : Impossible, plus drôle que les Jason Bourne » et qu'il est « dans la juste note d'un cinoche à l'ancienne, sans l'obligatoire avalanche d'effets spéciaux ». Pour Paris Match, le film possède « un casting épatant pour une interprétation virtuose ». Caroline Vié de 20 minutes écrit pour sa part : « Le fort réjouissant s’inspire librement d’une série des années 1960 (...) Alors que le show était un brin bavard, Guy Ritchie multiplie poursuites et fusillades. Le réalisateur (...) s’amuse comme un gamin avec des jouets surdimensionnés ». Pour Alain Grasset du Parisien, c'est « léger et efficace ». Dans Télérama, Guillemette Odicino pense que c'est « le meilleur film de Guy Ritchie à ce jour : pétillant, rythmé et délicieusement vintage », malgré un « montage chichiteux, le réalisateur réussit des poursuites élégantes et utilise avec esprit le split screen ».
Certaines critiques sont un peu plus partagées, comme celle de Stéphanie Belpêche dans Le Journal du dimanche : « ce film d’action survitaminé remplit son cahier des charges, malgré une intrigue sans relief ». Dans Les Fiches du cinéma, Michael Ghennam regrette quant à lui « une mise en scène en pilotage automatique ». Véronique Trouillet de L'Express remarque que le réalisateur « se contente de s'amuser avec le genre, sans le réinventer. [...] Si son ingéniosité dans la confection de scènes d'action à couper le souffle et son humour pince-sans-rire font toujours mouche, son intrigue aurait mérité plus de suspense ». Gaël Golhen du magazine Première, le film est « nettement moins bien que Kingsman : Services secrets, mais les cinéastes anglais font les films d'espionnage les plus sympathiques au monde ».
Benoît Smith du site Critikat écrit notamment « L’ensemble est emballé avec un clinquant qui ne fait, ironiquement, que souligner le vide qui l’habite ». Dans Les Inrockuptibles, Théo Ribeton écrit une critique assez négative : « le film apparaît comme une contrefaçon très bas de gamme du cinéma d’espionnage en costumes, pataugeant dans des séquences d’action bloquées au point mort, employant la parodie comme un cache-misère plutôt qu’un véritable ressort comique – de même que son usage “rustine” de la musique, tout à fait embarrassant ». Vincent Ostria de L'Humanité pense que « cette résurrection à gros budget mais banale de deux agents secrets des sixties est nulle et non avenue ».

### Box-office
Le film est un échec commercial. Il ne totalise que 109 millions de dollars pour un budget de production (sans les coûts marketing) estimé à 75 millions. Cela remet en question la volonté du studio de développer une franchise.
| Pays ou région    | Box-office      | Date d'arrêt du box-office | Nombre de semaines |
| ----------------- | --------------- | -------------------------- | ------------------ |
| États-Unis Canada | 45 445 109 $    | 22 octobre 2015            | 10                 |
| France            | 372 756 entrées | 28 octobre 2015            | 6                  |
| Mondial           | 109 845 109 $   | -                          | -                  |

## Projet de suite
Le film devait être le premier d'une franchise. Mais les résultats au box-office ainsi que les critiques peu élogieuses remettent ce projet en question. En avril 2017, il est cependant annoncé que Lionel Wigram a travaillé sur un scriptuel sur une suggestion d'Armie Hammer. De son côté, Henry Cavill se dit très excité pour revenir,. L'idée d'une suite est à nouveau évoquée en 2023, alors que Guy Ritchie dirige à nouveau Henry Cavill pour The Ministry of Ungentlemanly Warfare.